# Hydriomena manitoba
Hydriomena manitoba är en fjärilsart som beskrevs av Barnes och Mcdunnough 1917. Hydriomena manitoba ingår i släktet Hydriomena och familjen mätare. Inga underarter finns listade i Catalogue of Life.